# Odie Cleghorn
James Ogilvie "Odie" Cleghorn, född 19 september 1891 i Montreal, Quebec, död 13 juli 1956 i Montreal, var en kanadensisk professionell ishockeyspelare och ishockeytränare.
Odie Cleghorn spelade i NHA för Renfrew Creamery Kings och Montreal Wanderers samt i NHL för Montreal Canadiens och Pittsburgh Pirates. Cleghorn vann Stanley Cup med Montreal Canadiens 1924.
Som tränare tränade Cleghorn Pittsburgh Pirates i NHL åren 1925–1929.
Odie Cleghorns äldre bror Sprague Cleghorn var även han professionell ishockeyspelare och spelade i NHA för Renfrew Creamery Kings och Montreal Wanderers samt i NHL för Ottawa Senators, Toronto St. Patricks, Montreal Canadiens och Boston Bruins.

## Statistik
|                    |                        |                     |                     | Grundserie          | Grundserie          | Grundserie          | Grundserie          | Grundserie          |                     | Slutspel            | Slutspel            | Slutspel            | Slutspel            | Slutspel            |
| Säsong             | Lag                    | Liga                | Matcher             | Mål                 | Assists             | Poäng               | Utv.                | Matcher             | Mål                 | Assists             | Poäng               | Utv.                |                     |                     |
| ------------------ | ---------------------- | ------------------- | ------------------- | ------------------- | ------------------- | ------------------- | ------------------- | ------------------- | ------------------- | ------------------- | ------------------- | ------------------- | ------------------- | ------------------- |
| 1909–10            | New York Wanderers     | AAHL                | 8                   | 15                  | 0                   | 15                  |                     | —                   | —                   | —                   | —                   | —                   |                     |                     |
| 1910–11            | Renfrew Creamery Kings | NHA                 | 16                  | 20                  | 0                   | 20                  | 66                  | —                   | —                   | —                   | —                   | —                   |                     |                     |
| 1911–12            | Montreal Wanderers     | NHA                 | 17                  | 23                  | 0                   | 23                  |                     | —                   | —                   | —                   | —                   | —                   |                     |                     |
| 1912–13            | Montreal Wanderers     | NHA                 | 19                  | 18                  | 0                   | 18                  | 44                  | —                   | —                   | —                   | —                   | —                   |                     |                     |
| 1913–14            | Montreal Wanderers     | NHA                 | 13                  | 9                   | 7                   | 16                  | 19                  | —                   | —                   | —                   | —                   | —                   |                     |                     |
| 1914–15            | Montreal Wanderers     | NHA                 | 15                  | 21                  | 5                   | 26                  | 39                  | 2                   | 0                   | 0                   | 0                   | 12                  |                     |                     |
| 1915–16            | Montreal Wanderers     | NHA                 | 21                  | 16                  | 7                   | 23                  | 51                  | —                   | —                   | —                   | —                   | —                   |                     |                     |
| 1916–17            | Montreal Wanderers     | NHA                 | 18                  | 28                  | 4                   | 32                  | 49                  | —                   | —                   | —                   | —                   | —                   |                     |                     |
| 1917–18            | Militärtjänstgöring    | Militärtjänstgöring | Militärtjänstgöring | Militärtjänstgöring | Militärtjänstgöring | Militärtjänstgöring | Militärtjänstgöring | Militärtjänstgöring | Militärtjänstgöring | Militärtjänstgöring | Militärtjänstgöring | Militärtjänstgöring | Militärtjänstgöring | Militärtjänstgöring |
| 1918–19            | Montreal Canadiens     | NHL                 | 17                  | 22                  | 6                   | 28                  | 22                  | 5                   | 7                   | 1                   | 8                   | 3                   |                     |                     |
|                    | Montreal Canadiens     | Stanley Cup         | –                   | –                   | –                   | –                   | –                   | 5                   | 2                   | 0                   | 2                   | 9                   |                     |                     |
| 1919–20            | Montreal Canadiens     | NHL                 | 21                  | 20                  | 4                   | 24                  | 30                  | —                   | —                   | —                   | —                   | —                   |                     |                     |
| 1920–21            | Montreal Canadiens     | NHL                 | 21                  | 6                   | 6                   | 12                  | 8                   | —                   | —                   | —                   | —                   | —                   |                     |                     |
| 1921–22            | Montreal Canadiens     | NHL                 | 24                  | 21                  | 3                   | 24                  | 26                  | —                   | —                   | —                   | —                   | —                   |                     |                     |
| 1922–23            | Montreal Canadiens     | NHL                 | 24                  | 19                  | 6                   | 25                  | 18                  | 2                   | 0                   | 0                   | 0                   | 2                   |                     |                     |
| 1923–24            | Montreal Canadiens     | NHL                 | 22                  | 2                   | 5                   | 7                   | 16                  | 2                   | 0                   | 0                   | 0                   | 0                   |                     |                     |
|                    | Montreal Canadiens     | Stanley Cup         | –                   | –                   | –                   | –                   | –                   | 4                   | 0                   | 2                   | 2                   | 0                   |                     |                     |
| 1924–25            | Montreal Canadiens     | NHL                 | 30                  | 3                   | 3                   | 6                   | 14                  | 2                   | 0                   | 1                   | 1                   | 0                   |                     |                     |
|                    | Montreal Canadiens     | Stanley Cup         | –                   | –                   | –                   | –                   | –                   | 4                   | 0                   | 2                   | 2                   | 0                   |                     |                     |
| 1925–26            | Pittsburgh Pirates     | NHL                 | 17                  | 2                   | 1                   | 3                   | 4                   | 1                   | 0                   | 0                   | 0                   | 0                   |                     |                     |
| 1926–27            | Pittsburgh Pirates     | NHL                 | 3                   | 0                   | 0                   | 0                   | 0                   | —                   | —                   | —                   | —                   | —                   |                     |                     |
| 1927–28            | Pittsburgh Pirates     | NHL                 | 2                   | 0                   | 0                   | 0                   | 4                   | —                   | —                   | —                   | —                   | —                   |                     |                     |
| NHA totalt         | NHA totalt             | NHA totalt          | 119                 | 135                 | 23                  | 158                 | 268                 | 2                   | 0                   | 0                   | 0                   | 12                  |                     |                     |
| NHL totalt         | NHL totalt             | NHL totalt          | 181                 | 95                  | 34                  | 129                 | 142                 | 12                  | 7                   | 2                   | 9                   | 5                   |                     |                     |
| Stanley Cup totalt | Stanley Cup totalt     | Stanley Cup totalt  | –                   | –                   | –                   | –                   | –                   | 13                  | 2                   | 2                   | 4                   | 9                   |                     |                     |